# Leptotes mogyensis
Leptotes mogyensis är en orkidéart som beskrevs av Krackow. och Eric Alston Christenson. Leptotes mogyensis ingår i släktet Leptotes och familjen orkidéer. Inga underarter finns listade i Catalogue of Life.